# Sven Di Domenico
Sven Di Domenico (15 marzo 1982) è un ex calciatore lussemburghese, di ruolo centrocampista.
Anche suo padre Marcel è stato un calciatore.

## Carriera

### Club
Ha giocato in massima serie con Swift Hesperange, Grevenmacher e Hamm Benfica.

### Nazionale
Ha esordito con la Nazionale lussemburghese nel 2002.